# Fluido no newtoniano

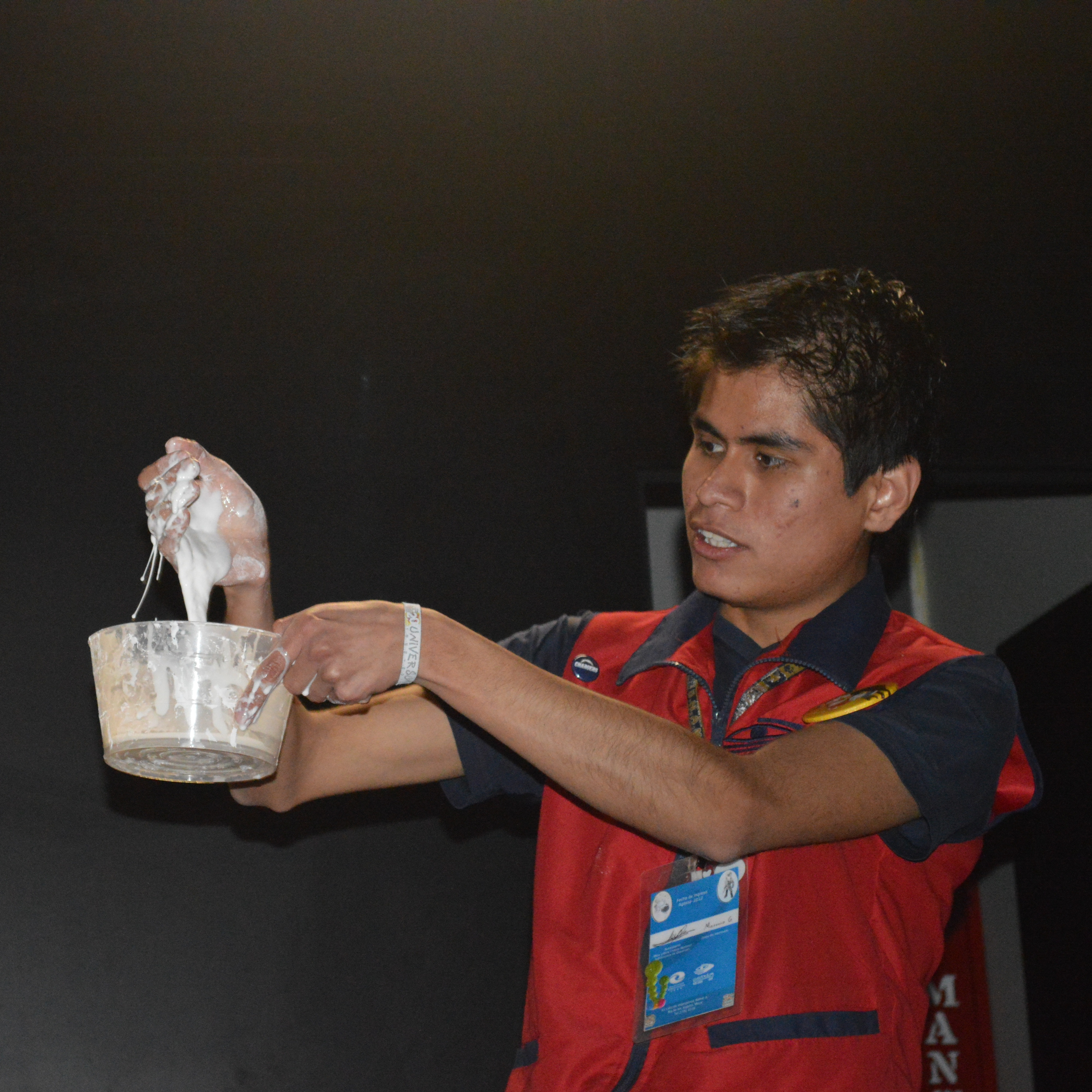
Demostración de propiedades de fluidos no newtonianos en el museo Universum en la Ciudad de México

Un fluido no newtoniano es aquel fluido cuya viscosidad varía con la temperatura y la tensión cortante que se le aplica. Como resultado, un fluido no newtoniano no tiene un valor de viscosidad definido y constante, a diferencia de un fluido newtoniano.

## Definición
Aunque el concepto de viscosidad se usa habitualmente para caracterizar un material, puede resultar inadecuado para describir el comportamiento mecánico de algunas sustancias, en concreto, los fluidos no newtonianos. Estos fluidos se pueden caracterizar mejor mediante otras propiedades reológicas, propiedades que tienen que ver con la relación entre el esfuerzo y los tensor tensión tensores de tensiones bajo diferentes condiciones de flujo, tales como condiciones de esfuerzo cortante.

## Características
Las principales características de este tipo de fluidos (que hacen que sean unos materiales tan interesantes) son:
Cuando está en reposo se comporta como un fluido pero aumenta su viscosidad cuando se le somete a fuerzas de estrés. Dicho de otra forma: cuando se golpea un fluido no newtoniano, la fuerza entrante hace que los átomos del mismo se reorganicen y aumenten su viscosidad. Puede llegar a comportarse, temporalmente, como un sólido. Es decir, si introducimos (o extraemos) un objeto lentamente en un fluido no newtoniano podremos atravesarlo sin dificultad pero si el objeto intenta entrar en el fluido (o salir de él) con una velocidad relativamente alta, el fluido se comportará como un sólido. A mayor fuerza aplicada mayor viscosidad. Este efecto suele durar sólo mientras la fuerza es aplicada.

## Elaboración
Un ejemplo barato y no tóxico de fluido no newtoniano puede hacerse fácilmente añadiendo maicena en una taza con agua. Se añade la maicena en pequeñas proporciones y se revuelve lentamente. Cuando la suspensión se acerca a la concentración crítica es cuando las propiedades de este fluido no newtoniano se hacen evidentes. La aplicación de una fuerza con la cucharilla hace que el fluido se comporte de forma más parecida a un sólido que a un líquido. Si se deja en reposo recupera su comportamiento como líquido.
Algunas sustancias tienen fluidos no newtonianos. Entre ellos se incluye:
- Disoluciones jabonosa y pasta de dientes.
- Comida, como mantequilla, queso, mermelada, ketchup, mayonesa, sopa, caramelo masticable y yogur.
- Sustancias naturales como el magma, la lava y extractos como el de vainilla.
- Fluidos biológicos como la sangre, la saliva, la mucosa y el líquido sinovial.
- Lodo y cemento, tipos de emulsiones.

### Oobleck

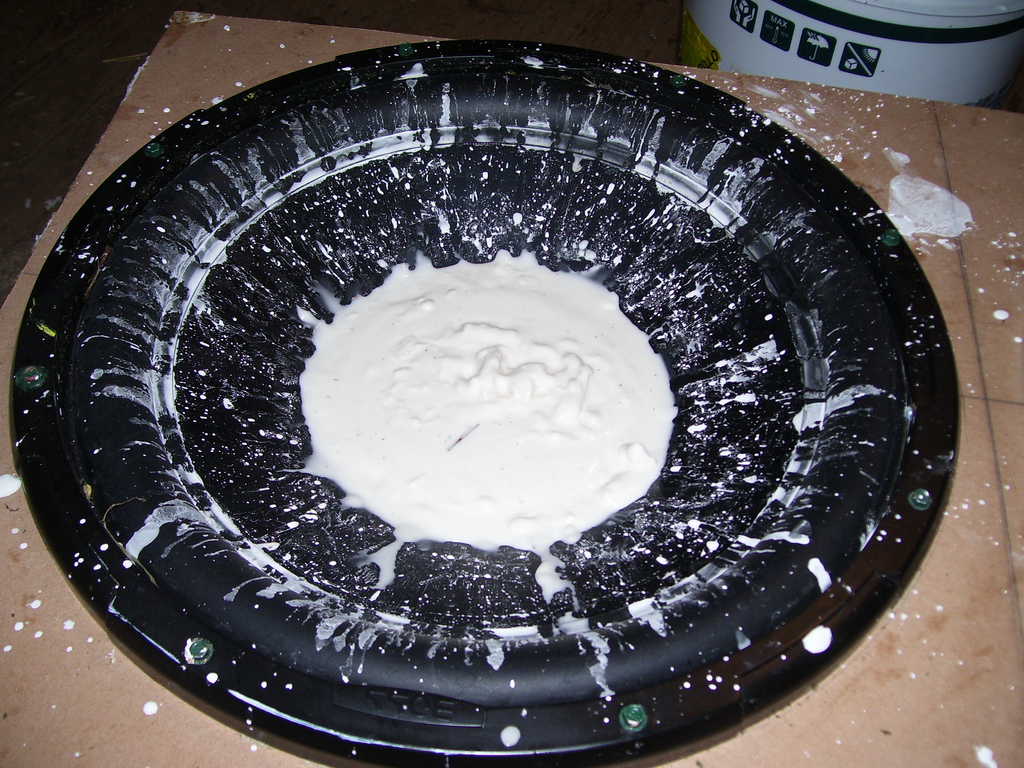
Oobleck en un equipo de música. Al aplicar fuerza al oobleck, mediante ondas sonoras en este caso, el líquido no newtoniano se hace más espeso.

En el caso de la maicena en una taza de agua se le llama "oobleck", "ooze" o "barro mágico" (1 parte de agua por cada 1'5–2 de maicena). La harina de maíz no cocida tiene las mismas propiedades. El nombre "oobleck" deriva del libro Bartholomew and the Oobleck de Dr. Seuss.
Debido a sus propiedades, el oobleck se suele utilizar para mostrar sus comportamientos inusuales ante las fuerzas de agentes externos. Una persona puede caminar sobre oobleck sin sumergirse debido a su espesor.

### Flubber
El flubber es un fluido no newtoniano fácil de fabricar. Su comportamiento es viscoso o gelatinoso.

### Caramelo helado
Otro ejemplo es el helado de vainilla (siempre que contenga hidrocoloides como carragenano y goma gellan). La aplicación repentina de fuerza (metiendo un dedo, por ejemplo, o volcando rápidamente el recipiente) hace que el líquido se comporte como un material sólido. Esto es un comportamiento de endurecimiento por cizalladura, propio de los fluidos no newtonianos. Otras acciones más suaves, como introducir lentamente una cuchara, harán que el material responda como un estado líquido. Sin embargo, remover la cuchara en el interior hará que vuelve a comportarse temporalmente como un material sólido.

### Silly Putty
Silly Putty es un polímero de silicona basado en suspensión que fluye o se rompe dependiendo de su estado.

### Brea o resina de planta
La resina de planta es polímero viscoso sólido.  Al dejarlo en un recipiente fluirá lentamente. Si se comprime con fuerza, se convierte en sólido.

### Kétchup
El kétchup es un líquido con características de adelgazamiento por cizalladura. El adelgazamiento por cizalladura significa que la viscosidad del fluido disminuye al aumentar el esfuerzo cortante. En otras palabras, el movimiento del fluido es inicialmente difícil a velocidades lentas de deformación, pero fluirá más libremente a velocidades altas.

## Usos
Se investiga con este tipo de fluidos para la fabricación de chalecos antibalas, debido a su capacidad para absorber la energía del impacto de la bala, a alta velocidad; pero permaneciendo flexibles si el impacto se produce a baja velocidad.
Un ejemplo familiar de un fluido con el comportamiento contrario es la pintura. Se desea que fluya fácilmente cuando se aplica con el pincel y se le aplica una presión, pero una vez depositada sobre el lienzo se desea que no gotee.

## Tipos de fluidos no newtonianos
Dentro de los principales tipos de fluidos no newtonianos se incluyen los siguientes:
| Tipo de fluido                             | Comportamiento      | Características | Ejemplos                                                                               |
| ------------------------------------------ | ------------------- | --- | -------------------------------------------------------------------------------------- |
| Plásticos                                  | Plástico perfecto   | La aplicación de una deformación no conlleva un esfuerzo de resistencia en sentido contrario                                                                              | Metales dúctiles una vez superado el límite elástico                                   |
| Plásticos                                  | Plástico de Bingham | Relación lineal, o no lineal en algunos casos, entre el esfuerzo cortante y el gradiente de deformación una vez se ha superado un determinado valor del esfuerzo cortante | Barro, algunos coloides                                                                |
| Plásticos                                  | Pseudoplástico      | Fluidos que se comportan como seudoplásticos a partir de un determinado valor del esfuerzo cortante                                                                       | Barro, algunos coloides                                                                |
| Plásticos                                  | Dilatante           | Fluidos que se comportan como dilatantes a partir de un determinado valor del esfuerzo cortante                                                                           | Barro, algunos coloides                                                                |
| Fluidos que siguen la ley de potencias     | Seudoplástico       | La viscosidad aparente se reduce con el gradiente del esfuerzo cortante                                                                                                   | Algunos coloides, arcilla, leche, gelatina, sangre.                                    |
| Fluidos que siguen la ley de potencias     | Dilatante           | La viscosidad aparente se incrementa con el gradiente del esfuerzo cortante                                                                                               | Soluciones concentradas de azúcar en agua, suspensiones de almidón de maíz o de arroz. |
| Fluidos viscoelásticos                     | Material de Maxwell | Combinación lineal en serie de efectos elásticos y viscosos | Metales, materiales compuestos                                                         |
| Fluidos viscoelásticos                     | Fluido Oldroyd-B    | Combinación lineal de comportamiento como fluido newtoniano y como material de Maxwell                                                                                    | Betún, masa panadera, nailon, plastilina                                               |
| Fluidos viscoelásticos                     | Material de Kelvin  | Combinación lineal en paralelo de efectos elásticos y viscosos | Betún, masa panadera, nailon, plastilina                                               |
| Fluidos viscoelásticos                     | Plástico            | Estos materiales siempre vuelven a un estado de reposo predefinido | Betún, masa panadera, nailon, plastilina                                               |
| Fluidos cuya viscosidad depende del tiempo | Reopéctico          | La viscosidad aparente se incrementa con la duración del esfuerzo aplicado                                                                                                | Algunos lubricantes                                                                    |
| Fluidos cuya viscosidad depende del tiempo | Tixotrópico         | La viscosidad aparente decrece con la duración de esfuerzo aplicado | Algunas variedades de mieles, kétchup, algunas pinturas antigoteo.                     |